# Везучий человек
«Везучий человек» — советский художественный фильм. Снят по мотивам повести Юрия Чернякова «Прокол».

## Сюжет
Прораба Макарова направляют в командировку на строительство теплотрассы в город Вислогубинск и вверяют ему бригаду из пятерых пьяниц. Всегда лёгкий на подъем, чуткий и отзывчивый, герой фильма оказывается именно тем человеком, который меняет судьбы людей к лучшему.

## В ролях
- Владимир Кашпур — Борис Петрович Макаров
- Александр Пашутин — Лёха Карпиленко
- Лев Борисов — Курочкин
- Юрий Демич — Самсонов
- Алексей Крыченков — Касаткин
- Александр Суснин — Черкашин
- Валентина Пугачёва — рабочая
- Александр Романцов — Мишин
- Юрий Горобец — Зайковский
- Валентин Букин — Маркелыч
- Алексей Миронов — Парфёнов
- Людмила Шевель — Зина
- Любовь Малиновская — баба Кланя

## Съёмочная группа
- Автор сценария: Юрий Черняков
- Режиссёр: Игорь Шешуков,Режиссёр: Владимир Никулин
- Оператор: Владимир Бурыкин , Оператор: Александр Демчук
- Композитор: Вадим Биберган
- Художник: Владислав Орлов